# Prinz Adalbert (lớp tàu tuần dương)
Lớp tàu tuần dương Prinz Adalbert là một lớp tàu tuần dương bọc thép được Hải quân Đế quốc Đức (Kaiserliche Marine) chế tạo vào đầu những năm 1900. Hai chiếc thuộc lớp này đã được chế tạo: Prinz Adalbert được đưa vào hoạt động ngày 12 tháng 1 năm 1904, và Friedrich Carl vốn được đưa vào hoạt động sớm hơn vào ngày 12 tháng 12 năm 1903. Chúng là sự cải tiến dựa trên thiết kế của chiếc Prinz Heinrich duy nhất dẫn trước, với đai giáp có cùng độ dày nhưng được mở rộng hơn so với chiếc trước đây. Cả hai con tàu còn được trang bị bốn khẩu pháo chính trên hai tháp pháo nòng đôi so với hai tháp pháo nòng đơn như trên chiếc Prinz Heinrich.
Cả hai chiếc trong lớp đều đã phục vụ rộng rãi cho Hải quân Đức: Prinz Adalbert được sử dụng như một tàu huấn luyện tác xạ trong suốt quảng đời phục vụ thời bình, trong khi Friedrich Carl phục vụ cùng hạm đội cho đến năm 1909, khi nó được rút ra để sử dụng như một tàu huấn luyện ngư lôi. Khi Chiến tranh Thế giới thứ nhất nổ ra vào tháng 8 năm 1914, cả hai được huy động trở lại và được phân về hải đội tuần dương tại khu vực biển Baltic. Friedrich Carl bị đắm do trúng thủy lôi của Nga ngoài khơi Memel vào tháng 11 năm 1914, cho dù hầu hết thủy thủ đoàn của nó được cứu vớt an toàn. Prinz Adalbert hai lần bị trúng ngư lôi từ tàu ngầm Anh hoạt động tại vùng Baltic; lần đầu vào ngày 1 tháng 7 năm 1915 gây hư hại nặng nhưng cuối cùng được sửa chữa; lần thứ hai vào ngày 23 tháng 10 năm 1915 gây một vụ nổ hầm đạn thảm khốc vốn đã phá hủy toàn bộ con tàu, khiến 672 thành viên thủy thủ đoàn thiệt mạng, là tổn thất nhân mạng cao nhất của Hải quân Đức tại Baltic trong suốt cuộc chiến tranh.

## Thiết kế
Đạo luật Hải quân thứ hai của Đức thông qua vào năm 1900 cho phép sở hữu một lực lượng mười bốn tàu tuần dương bọc thép nhằm hoạt động tại các thuộc địa của Đức ở nước ngoài. Tuy nhiên, Hải quân Đức cũng đòi hỏi những tàu tuần dương để hoạt động cùng hạm đội, nên dự định thiết kế những con tàu đáp ứng được cả hai vai trò, chủ yếu là do kinh phí bị giới hạn. Chiếc đầu tiên ra đời theo Luật Hải quân 1900, Prinz Heinrich, là phiên bản cải tiến của một tàu tuần dương bọc thép trước đó, Fürst Bismarck, trang bị ít pháo hơn và vỏ giáp mỏng hơn để đổi lấy tốc độ cao và giảm chi phí. Thiết kế tiếp theo, chính là lớp Prinz Adalbert, được chuẩn bị vào các năm 1899-1900, là một sự cải tiến dựa trên Prinz Heinrich. Chúng trang bị bốn khẩu pháo 21 cm (8,3 in) bắn nhanh thay cho cặp pháo 24 cm (9,4 in) chậm hơn trên con tàu cũ. Vỏ giáp có độ dày tương đương như trên chiếc Prinz Heinrich, nhưng được mở rộng hoàn thiện hơn.

### Các đặc tính chung

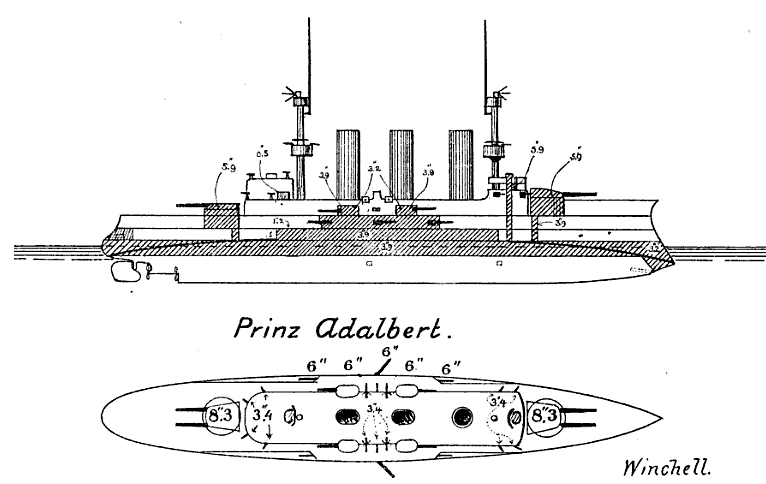
Sơ đồ lớp Prinz Adalbert; vùng xám biểu thị khu vực của con tàu được vỏ giáp bảo vệ

Những chiếc trong lớp Prinz Adalbert có chiều dài ở mực nước là 124,9 mét (410 ft) và chiều dài chung 126,5 m (415 ft), mạn thuyền rộng 19,6 m (64 ft). Các con tàu có trọng lượng choán nước theo thiết kế là 9.087 tấn (8.943 tấn Anh; 10.017 tấn Mỹ), nhưng tải trọng tối đa trong tác chiến lên đến 9.875 t (9.719 tấn Anh; 10.885 tấn Mỹ), với mớn nước 7,43 m (24,4 ft) phía trước và 7,9 m (26 ft) phía sau. Lườn tàu được cấu trúc từ các khung ngang và dọc, trên đó các tấm thép được bắt vào bằng đinh tán. Các con tàu có mười bốn ngăn kín nước và một đáy kép chiếm 60% chiều dài lườn tàu.
Hải quân Đức xem chúng như những con tàu đi biển tốt, chuyển động nhẹ nhàng khi các hầm chứa than bên dưới được chất đầy. Chúng đáp ứng tốt với việc điều khiển, bị mất cho đến 60% tốc độ khi bẻ lái gắt, nhưng chỉ giảm tốc độ đôi chút khi biển động nặng. Các tháp pháo ụ được bố trí quá thấp khiến bị ướt nước nặng ngay cả khi sóng nhẹ. Chúng có chiều cao khuynh tâm 0,734 m (2 ft 4,9 in). Con tàu có thành phần thủy thủ đoàn gồm 35 sĩ quan và 551 thủy thủ, nhưng khi hoạt động trong vai trò soái hạm hải đội chúng được tăng cường thêm chín sĩ quan và 44 thủy thủ. Chúng mang theo một số xuồng nhỏ, bao gồm hai xuồng gác, một xuồng đổ bộ, một xuồng chèo, hai ca nô, hai xuồng yawl và hai xuồng nhỏ.
Prinz Adalbert và Friedrich Carl được trang bị ba động cơ hơi nước 3 buồng bành trướng đặt dọc; trục giữa dẫn động một chân vịt ba cánh có đường kính 4,5 m (15 ft), trong khi hai trục ngoài nối với chân vịt bốn cánh đường kính 4,8 m (16 ft). Hơi nước được cung cấp từ mười bốn nồi hơi Dürr do hãng Düsseldorf-Ratinger Röhrenkesselfabrik sản xuất. Hệ thống động lực này có công suất 16.200 mã lực chỉ (12.100 kW) trên chiếc Prinz Adalbert và 17.000 ihp (13.000 kW) cho Friedrich Carl với tốc độ tối đa 20 hải lý trên giờ (37 km/h; 23 mph) và 20,5 kn (38,0 km/h; 23,6 mph) tương ứng. Cả hai con tàu đều đạt được công suất cao hơn khi chạy thử máy, cho dù tốc độ của chúng không được cải thiện đáng kể. Các con tàu được thiết kế để chở theo 750 t (740 tấn Anh; 830 tấn Mỹ) than, nhưng có thể tận dụng các khoang trống để chở tối đa 1.630 t (1.600 tấn Anh; 1.800 tấn Mỹ), cho phép chúng có tầm hoạt động tối đa 5.080 hải lý (9.410 km; 5.850 mi) khi di chuyển ở tốc độ đường trường 12 kn (22 km/h; 14 mph). Điện năng được cung cấp bởi bốn máy phát có tổng công suất 246 kilôwatt (330 hp) ở điện thế 110 volt.

### Vũ khí
Prinz Adalbert và Friedrich Carl được trang bị dàn pháo chính gồm bốn khẩu 21 cm (8,3 in) SK L/40 trên hai tháp pháo nòng đôi bố trí trước và sau cấu trúc thượng tầng. Chúng được cung cấp tổng cộng 340 quả đạn pháo, tức 85 quả cho mỗi khẩu. Bệ tháp pháo có thể hạ cho đến góc −5° và nâng tối đa đến góc 30°, cho phép bắn đến mục tiêu cách xa 16.300 m (53.500 ft). Kiểu pháo 21 cm bắn ra đạn pháo nặng 238 pound (108 kg) với lưu tốc đầu đạn 780 m/s (2.600 ft/s). Dàn pháo hạng hai của các con tàu bao gồm mười khẩu 15 cm (5,9 in) SK L/40, tất cả đều được bố trí hai bên mạn tàu. Ba khẩu được đặt trong các tháp pháo ụ giữa tàu mỗi bên mạn, với một cặp tháp pháo bên trên chúng. Số vũ khí này được cung cấp tổng cộng 1.400 quả đạn pháo, tức 140 cho mỗi khẩu pháo. Chúng bắn ra đạn pháo nặng 88,2 pound (40,0 kg) với lưu tốc đầu đạn 800 m/s (2.600 ft/s); các khẩu pháo có thể nâng đến góc 30°, cho phép một tầm bắn tối đa 13.700 m (44.900 ft).
Các con tàu còn mang theo mười hai khẩu 8,8 cm (3,5 in) SK L/35 để phòng thủ tầm gần; chúng được bố trí thành nhóm bốn khẩu đặt trên trụ có che chắn. Bốn khẩu được bố trí chung quanh tháp chỉ huy, bốn khẩu chung quanh hai ống khói phía đuôi tàu cùng bốn khẩu khác trên nóc cấu trúc thượng tầng phía sau. Kiểu pháo này bắn ra đạn pháo nặng 15,4 lb (7,0 kg) với lưu tốc đầu đạn 770 m/s (2.500 ft/s); chúng có thể nâng tối đa đến góc 25° và đối đầu mục tiêu cách xa 9.090 m (29.820 ft). Dàn vũ khí của các con tàu được hoàn thiện với bốn ống phóng ngư lôi ngầm 45 cm (18 in), được bố trí trước mũi, sau đuôi và hai bên mạn, và mang theo 11 quả ngư lôi.

### Vỏ giáp
Lớp vỏ thép sử dụng cho hai con tàu do hãng Krupp chế tạo. Đai giáp chính bao gồm một lớp gỗ tếch dày 50 mm (2,0 in), phủ bởi lớp thép dày 100 mm (3,9 in) ở phía giữa con tàu vốn bao gồm các khoang động cơ và hầm đạn. Bề dày của đai giáp giảm còn 80 mm (3,1 in) ở cả hai đầu của phần trung tâm, trong khi mũi và đuôi tàu không được bảo vệ. Sàn tàu bọc thép có độ dày 40–80 mm (1,6–3,1 in); đai giáp nghiêng với độ dày 50–80 mm (2,0–3,1 in) nối liền sàn tàu đến đai giáp. Các tháp pháo ụ vốn được bố trí bên trên đai giáp chính, cũng như các tháp pháo 15 cm, được bảo vệ bởi vỏ giáp dày 100 mm (3,9 in). Hai tháp pháo 21 cm có các mặt giáp hông dày 150 mm (5,9 in) và nóc dày 30 mm (1,2 in). Tháp chỉ huy phía trước được bảo vệ bởi các mặt bên dày 150 mm (5,9 in) và nóc dày 30 mm (1,2 in); tháp chỉ huy phía sau được bảo vệ kém hơn với lớp giáp dày 20 mm (0,79 in).

## Những chiếc trong lớp
| Tàu            | Đặt lườn | Hạ thủy             | Hoạt động            | Số phận                                                           |
| -------------- | -------- | ------------------- | -------------------- | ----------------------------------------------------------------- |
| Prinz Adalbert | 1900     | 22 tháng 6 năm 1901 | 12 tháng 1 năm 1904  | Bị đánh chìm bởi ngư lôi từ tàu ngầm Anh E8, 23 tháng 10 năm 1915 |
| Friedrich Carl | 1901     | 21 tháng 6 năm 1902 | 12 tháng 12 năm 1903 | Bị chìm do trúng thủy lôi ngoài khơi Memel, 17 tháng 11 năm 1914  |

## Lịch sử hoạt động
Prinz Adalbert được đặt lườn tại Xưởng tàu Đế chế ở Kiel vào năm 1900 dưới số hiệu chế tạo 27 theo hợp đồng chế tạo "B". Lườn tàu hoàn tất được hạ thủy vào ngày 22 tháng 6 năm 1901, và công việc hoàn thiện nó được tiếp nối. Con tàu cuối cùng hoàn tất vào ngày 12 tháng 1 năm 1904, khi nó được đưa vào hoạt động cùng Hải quân Đức. Friedrich Carl được đặt hàng dưới cái tên tạm thời Ersatz König Wilhelm và được phân bổ cho xưởng tàu Blohm & Voss; nơi nó được đặt lườn vào năm 1901. Nó được hạ thủy vào ngày 21 tháng 6 năm 1902, gần đúng một năm sau con tàu chị em. Sau khi hoàn tất việc trang bị, Friedrich Carl được đưa ra hoạt động cùng Hải quân Đức vào ngày 12 tháng 12 năm 1903, một tháng trước con tàu chị em.
Prinz Adalbert đi vào hoạt động như một tàu huấn luyện tác xạ sau khi gia nhập hạm đội, trong khi Friedrich Carl phục vụ cùng hải đội tuần dương của hạm đội chiến trận. Đến năm 1909, Friedrich Carl tham gia cùng con tàu chị em như một tàu huấn luyện, được sử dụng trong việc thực tập ngư lôi. Cả hai được huy động trở lại phục vụ nơi tuyến đầu khi Chiến tranh Thế giới thứ nhất nổ ra vào tháng 8 năm 1914; được điều về hải đội tuần dương dưới quyền Đô đốc Behring tại biển Baltic, nơi Friedrich Carl phục vụ như là soái hạm của ông. Hải đội đặt căn cứ tại Neufahrwasser thuộc Danzig. Behring được lệnh tiến hành các hoạt động đánh phá cảng Nga Libau, được tin là nơi tập trung các tàu ngầm Anh. Trong đợt tấn công cảng này lần thứ nhất vào ngày 17 tháng 11 năm 1914, Friedrich Carl trúng phải hai quả thủy lôi của Nga ngoài khơi Memel. Thủy thủ đoàn cố duy trì chiếc tàu tuần dương nổi đủ lâu cho phép các con tàu lân cận cứu vớt những người sống sót; chỉ có bảy người thiệt mạng trong cuộc tấn công. Dù sao cuộc tấn công vẫn diễn ra theo kế hoạch, và nhiều tàu bị đánh chìm như ụ cản ngăn chặn lối ra vào cảng.
Sau khi Friedrich Carl bị đánh chìm, Behring chuyển cờ hiệu của mình sang Prinz Adalbert. Con tàu tiến hành nhiều hoạt động chống lại lực lượng Nga, bao gồm cuộc bắn phá Libau. Vào tháng 5 năm 1915, nó hỗ trợ cuộc tấn công của Lục quân chiếm đóng thành phố này. Vào ngày 1 tháng 7 năm 1915, nó xuất phát để tăng viện cho một chiếc dịch rải mìn của Đức đang bị một chi hạm đội tuần dương Nga tấn công. Đang trên đường đi cùng với tàu tuần dương bọc thép Prinz Heinrich, Prinz Adalbert trúng ngư lôi phóng từ tàu ngầm Anh E9. Prinz Adalbert bị hư hại nặng, nhưng nó xoay xở quay trở về được Kiel để sửa chữa.
Việc sửa chữa cuối cùng hoàn tất vào tháng 10 năm 1915. Prinz Adalbert đang di chuyển cùng hai tàu khu trục cách 20 mi (32 km) về phía Tây Libau vào ngày 23 tháng 10 khi nó bị tàu ngầm Anh E8 đánh chặn. E8 đã phóng một loạt ngư lôi ở cự ly khoảng 1.200 m (1.300 yd), làm kích nổ hầm đạn của con tàu. Vụ nổ dữ dội đã phá hủy chiếc tàu tuần dương, khiến nó chìm ngay lập tức với tổn thất nhân mạng lên đến 672 thành viên thủy thủ đoàn; chỉ có ba người sống sót. Đây là vụ tổn thất nhân mạng lớn nhất của lực lượng Hải quân Đức tại Baltic trong suốt cuộc chiến tranh.